# Epidendrum ramonianum
Epidendrum ramonianum är en orkidéart som beskrevs av Rudolf Schlechter. Epidendrum ramonianum ingår i släktet Epidendrum och familjen orkidéer.
Artens utbredningsområde är Costa Rica. Inga underarter finns listade i Catalogue of Life.